# فابريسيو فرنانديز
فابريسيو فرنانديز (بالإسبانية: Fabricio Fernández) (9 أبريل 1993 في الأوروغواي - ) هو لاعب كرة قدم أوروغواني في مركز الوسط. لعب مع فيربرودرينغ دندر إندرخت هكلغام ‏ وRocha F.C. ‏ و نادي العروبة ونادي دبا الفجيرة.

## وصلات خارجية
- فابريسيو فرنانديز على موقع قاعدة بيانات كرة القدم.إي يو (الإنجليزية)
- فابريسيو فرنانديز على موقع Soccerway.com (الإنجليزية)